# Wilderswil
Wilderswil (toponimo tedesco) è un comune svizzero di 2 672 abitanti del Canton Berna, nella regione dell'Oberland (circondario di Interlaken-Oberhasli).

## Monumenti e luoghi d'interesse

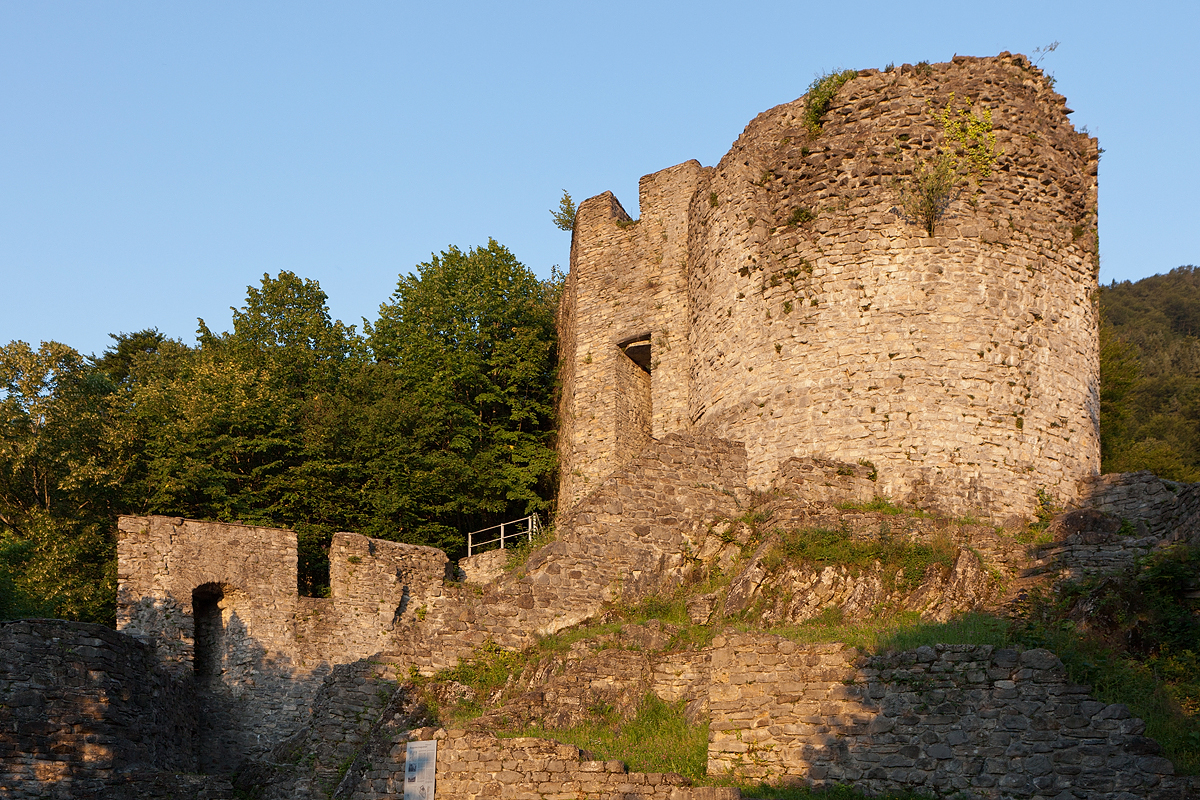
Il castello di Unspunnen

- Rovine del castello di Unspunnen, attestato dal 1232[1][2].

## Società

### Evoluzione demografica
L'evoluzione demografica è riportata nella seguente tabella:
Abitanti censiti

## Infrastrutture e trasporti

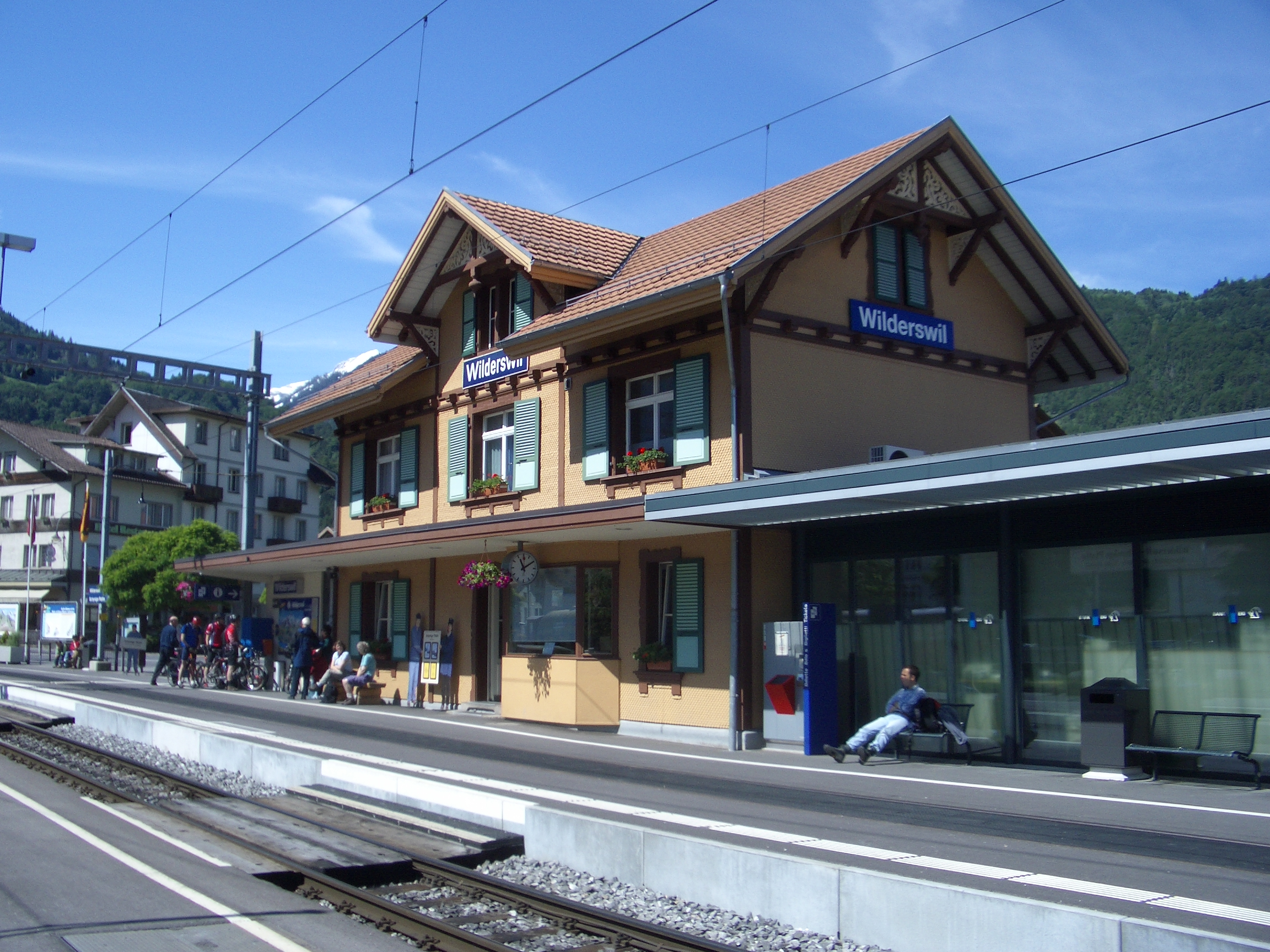
La stazione di Wilderswil

Wilderswil è servito dall'omonima stazione sulla ferrovia dell'Oberland bernese, capolinea della ferrovia della Schynige Platte.

## Amministrazione
Ogni famiglia originaria del luogo fa parte del cosiddetto comune patriziale e ha la responsabilità della manutenzione di ogni bene ricadente all'interno dei confini del comune.